# Виноградов, Александр Александрович (художник)

Дубосарский-Виноградов. Снежок (2002)

Алекса́ндр Алекса́ндрович Виногра́дов (30 декабря 1963, Москва) — современный российский художник. С 1994 выступает в арт-дуэте с Владимиром Дубосарским.

## Биография
А. Виноградов родился в Москве 30 декабря 1963 года в семье инженеров. 1980-84 — учился в МХУ памяти 1905 года. С 1989 по 1995 год учился в МГХИ им. Сурикова. Работал недолго художником на мебельной фабрике, пока Владимир Дубосарский не пригласил работать в выставочный зал Октябрьского района Москвы.
Живёт и работает в Милане.

## Работы находятся в собраниях
- Государственная Третьяковская галерея, Москва.
- Коллекция современного искусства Государственного музея-заповедника Царицыно, Москва.
- Государственный Русский музей, Санкт-Петербург.
- Новый музей, Санкт-Петербург.
- Центр Жоржа Помпиду, Париж, Франция.
- Музей Современного искусства, Авиньон, Франция.
- Художественный музей Нэшер при Университете Дьюка, Дарем, шт. Северная Каролина, США.